# Witbuikpitpit
De witbuikpitpit (Dacnis albiventris) is een zangvogel uit de familie Thraupidae (tangaren).

## Verspreiding en leefgebied
Deze soort komt voor van zuidoostelijk Colombia tot zuidelijk Venezuela, noordoostelijk Peru en centraal amazonisch Brazilië.